# یلدیز کولتور
ییلدیز کولتور (ترکی استانبولی: Yıldız Kültür؛ زاده ۳۱ دسامبر ۱۹۴۴) یک بازیگر  اهل ترکیه است .
از فیلم‌ها یا برنامه‌های تلویزیونی که وی در آن نقش داشته‌است می‌توان به منکشه و خلیل و خواهر و برادرانم اشاره کرد.  ‌

## منبع
1. ↑  "Yıldız Kültür". Türk Sineması Araştırmaları. Archived from the original on 9 Nisan 2015. Retrieved 4 Nisan 2015. {{cite web}}: Check date values in: |accessdate= و |archivedate= (help)